# Cabinet Schröder I
Pour les articles homonymes, voir Cabinet Schröder.
 (janvier 2023).
Si vous disposez d'ouvrages ou d'articles de référence ou si vous connaissez des sites web de qualité traitant du thème abordé ici, merci de compléter l'article en donnant les références utiles à sa vérifiabilité et en les liant à la section « Notes et références ».
République fédérale d'Allemagne
Kohl V Schröder II
Le cabinet Schröder I (en allemand : Kabinett Schröder I) est le gouvernement fédéral de la République fédérale d'Allemagne entre le 27 octobre 1998 et le 22 octobre 2002, durant la quatorzième législature du Bundestag.

## Historique du mandat
Dirigé par le nouveau chancelier fédéral social-démocrate Gerhard Schröder, précédemment ministre-président de Basse-Saxe, ce gouvernement est constitué et soutenu par une « coalition rouge-verte » entre le Parti social-démocrate d'Allemagne (SPD) et l'Alliance 90 / Les Verts (Grünen). Ensemble, ils disposent de 345 députés sur 669, soit 51,5 % des sièges du Bundestag.
Il est formé à la suite des élections législatives fédérales du 27 septembre 1998.
Il succède donc au cinquième cabinet du chrétien-démocrate Helmut Kohl, au pouvoir depuis octobre 1982, constitué et soutenu par une « coalition noire-jaune » entre l'Union chrétienne-démocrate d'Allemagne (CDU), l'Union chrétienne-sociale en Bavière (CSU) et le Parti libéral-démocrate (FDP).

### Formation
Au cours du scrutin parlementaire, le SPD passe devant la CDU/CSU pour la première fois depuis 1972. Il entame des négociations de coalition avec les Grünen, partenaires de coalition récurrents des sociaux-démocrates depuis la fin des années 1980.
Le 27 octobre, le président fédéral Roman Herzog propose la candidature de Gerhard Schröder au vote d'investiture du Bundestag. Il l'emporte par 351 voix pour et 318 voix contre, soit 16 suffrages de plus que la majorité constitutionnelle requise. C'est alors la première fois qu'un candidat à la chancellerie recueille plus de voix que le total théorique de sa coalition. Il forme son premier cabinet le même jour, qui compte 15 ministres fédéraux, un de moins que la précédente équipe. Le ministère fédéral des Transports fusionne en effet avec le ministère fédéral des Travaux publics. Il compte cinq femmes, ce qui équivaut à un tiers de l'effectif. C'est à l'époque un record, tant en nombre qu'en représentation.
Lors de l'élection présidentielle du 23 mai 1999, la coalition apporte son soutien au social-démocrate Johannes Rau, ancien ministre-président de Rhénanie-du-Nord-Westphalie et « patriarche du SPD ». Il est élu président fédéral au second tour de scrutin par 51,6 % des voix de l'Assemblée fédérale.
Le 16 novembre 2001, le chancelier pose la question de confiance au Bundestag au sujet de l'engagement de la Bundeswehr dans l'opération « Liberté immuable » en Afghanistan. Il l'emporte par 336 voix pour et 330 voix contre.

### Succession
À l'occasion des élections législatives fédérales du 22 septembre 2002, le SPD reste d'extrême justesse la première force politique fédérale. Le bon score des Grünen et l'effondrement du PDS, permet la reconduction de la coalition et la formation du cabinet Schröder II.

## Composition

### Initiale (27 octobre 1998)
| Fonction                                                                                       | Nom | Nom | Parti  |
| ---------------------------------------------------------------------------------------------- | --- | --- | ------ |
| Chancelier fédéral                                                                             |     | Gerhard Schröder | SPD    |
| Vice-chancelier Ministre fédéral des Affaires étrangères                                       |     | Joschka Fischer | Grünen |
| Ministre fédéral de l'Intérieur                                                                |     | Otto Schily | SPD    |
| Ministre fédéral de la Justice                                                                 |     | Herta Däubler-Gmelin                                                                                                | SPD    |
| Ministre fédéral des Finances                                                                  |     | Oskar Lafontaine (jusqu’au 11/03/1999)                                                                              | SPD    |
| Ministre fédéral des Finances                                                                  |     | Werner Müller (a.i. jusqu'au 12/04/1999)                                                                            | Sans   |
| Ministre fédéral des Finances                                                                  |     | Hans Eichel | SPD    |
| Ministre fédéral de l'Économie et de la Technologie                                            |     | Werner Müller | Sans   |
| Ministre fédéral de l'Alimentation, de l'Agriculture et des Forêts                             |     | Karl-Heinz Funke | SPD    |
| Ministre fédéral du Travail et de l'Ordre social                                               |     | Walter Riester | SPD    |
| Ministre fédéral de la Défense                                                                 |     | Rudolf Scharping | SPD    |
| Ministre fédéral de la Famille, des Personnes âgées, des Femmes et de la Jeunesse              |     | Christine Bergmann                                                                                                  | SPD    |
| Ministre fédéral de la Santé                                                                   |     | Andrea Fischer | Grünen |
| Ministre fédéral des Transports, des Travaux publics et du Logement                            |     | Franz Müntefering (jusqu’au 29/09/1999) Reinhard Klimmt (jusqu'au 16/11/2000) Kurt Bodewig (à partir du 20/11/2000) | SPD    |
| Ministre fédéral de l'Environnement, de la Protection de la Nature et de la Sécurité nucléaire |     | Jürgen Trittin | Grünen |
| Ministre fédéral de l'Éducation et de la Recherche                                             |     | Edelgard Bulmahn | SPD    |
| Ministre fédéral de la Coopération économique et du Développement                              |     | Heidemarie Wieczorek-Zeul                                                                                           | SPD    |
| Ministre fédéral avec attributions spéciales Directeur de la chancellerie fédérale             |     | Bodo Hombach (jusqu’au 07/1999)                                                                                     | SPD    |

### Remaniement du12 janvier 2001
- Les nouveaux ministres sont indiqués en gras, ceux ayant changé d'attributions en italique.

| Fonction                                                                                       | Nom | Nom                                                 | Parti  |
| ---------------------------------------------------------------------------------------------- | --- | --------------------------------------------------- | ------ |
| Chancelier fédéral                                                                             |     | Gerhard Schröder                                    | SPD    |
| Vice-chancelier Ministre fédéral des Affaires étrangères                                       |     | Joschka Fischer                                     | Grünen |
| Ministre fédéral de l'Intérieur                                                                |     | Otto Schily                                         | SPD    |
| Ministre fédéral de la Justice                                                                 |     | Herta Däubler-Gmelin                                | SPD    |
| Ministre fédéral des Finances                                                                  |     | Hans Eichel                                         | SPD    |
| Ministre fédéral de l'Économie et de la Technologie                                            |     | Werner Müller                                       | Sans   |
| Ministre fédéral de la Protection du consommateur, de l'Alimentation et de l'Agriculture       |     | Renate Künast                                       | Grünen |
| Ministre fédéral du Travail et de l'Ordre social                                               |     | Walter Riester                                      | SPD    |
| Ministre fédéral de la Défense                                                                 |     | Rudolf Scharping (jusqu’au 19/07/2002) Peter Struck | SPD    |
| Ministre fédéral de la Famille, des Personnes âgées, des Femmes et de la Jeunesse              |     | Christine Bergmann                                  | SPD    |
| Ministre fédéral de la Santé                                                                   |     | Ulla Schmidt                                        | SPD    |
| Ministre fédéral des Transports, des Travaux publics et du Logement                            |     | Kurt Bodewig                                        | SPD    |
| Ministre fédéral de l'Environnement, de la Protection de la Nature et de la Sécurité nucléaire |     | Jürgen Trittin                                      | Grünen |
| Ministre fédéral de l'Éducation et de la Recherche                                             |     | Edelgard Bulmahn                                    | SPD    |
| Ministre fédéral de la Coopération économique et du Développement                              |     | Heidemarie Wieczorek-Zeul                           | SPD    |